# Caraz (montaña)
El Caraz o Caraz de Parón es un pico de la Cordillera Blanca en los Andes centrales de Perú. Se localiza en el Parque Nacional Huascarán, distrito de Caraz, Provincia de Huaylas, Región Áncash a unas 9 horas de Lima y a 1 hora de Huaraz. Su altitud es de 6 025 m s.n.m.
Al este del nevado Caraz, se encuentra el nevado Pirámide.

## Ascensiones históricas

### Primera Expedición
Alemania: La primera ascensión al nevado Caraz I (pico oeste) fue realizada el 14 de junio de 1955 por Hermann Huber, Alfred Koch y Helmut Schmidt desde el campo morrena a 5800m hacia el col entre el Caraz I y Caraz II (6020m, de Santa Cruz) y luego por las rampas este.